# Perizoma methemon
Perizoma methemon är en fjärilsart som beskrevs av Louis Beethoven Prout 1939. Perizoma methemon ingår i släktet Perizoma och familjen mätare. Inga underarter finns listade i Catalogue of Life.